# Рён, Франц
Франц Рён (нем. Franz Röhn, англ. Franz Roehn, настоящее имя Франц Генрих Адам Герхард Фридлендер, нем. Franz Heinrich Adam Gerhard Friedlaender; 6 октября 1896, Берлин — 12 октября 1989, Мюнхен) — американский актёр немецкого происхождения. Сын музыковеда Макса Фридлендера.
Участник Первой мировой войны. В 1919 году изменил фамилию. Изучал историю искусств, археологию и немецкую филологию в немецких университетах, в 1932 году защитил в Берлине докторскую диссертацию «Графика Джованни Бенедетто Кастильоне» (нем. Die Graphik des Giovanni Benedetto Castiglione). Участвовал как актёр-любитель в киносъёмках берлинской студии UFA.
После прихода национал-социалистов к власти в 1936 г. эмигрировал в США. Некоторое время работал в Нью-Йорке как фотограф, затем жил в Кембридже, преподавая немецким иммигрантам английский язык и распродавая ценности из собранной отцом коллекции нот. Затем получил место преподавателя немецкого языка в Калифорнийском университете в Лос-Анджелесе. С 1944 г. гражданин США.
Одновременно с преподавательской работой в 1948—1961 гг. снимался в небольших ролях в американских фильмах, в том числе в пяти картинах Уильяма Дитерле, с которым работал ещё в Берлине; нередко играл роли иностранцев (в частности, епископа Кошона в фильме Чудо колоколов, 1948). Появлялся в эпизодах (часто как немецкий учёный) в ряде телесериалов. Выступал также на сцене лос-анджелесского театра Коронет.
Был дружен с Теодором Адорно.
В 1961 году вышел на пенсию и вернулся в Германию, поселившись в Гаутинге под Мюнхеном.